# Nicolás Alustiza
Alustiza  Goenaga est un nom espagnol. Le premier nom de famille, en général paternel, est Alustiza ; le second, en général maternel, souvent omis, est Goenaga.
Nicolás Alustiza Goenaga, né le 4 janvier 2003 à Zumarraga (Guipuscoa), est un coureur cycliste espagnol.

## Biographie
Nicolás Alustiza est originaire de Zumarraga, une commune située dans la communauté autonome du Pays basque. Il commence le cyclisme durant sa jeunesse au sein de la Goierri Txirrindulari Eskola. 
En 2021, il s'illustre principalement dans sa région natale en remportant huit courses chez les juniors (moins 19 ans). Il intègre ensuite la formation Laboral Kutxa, réserve de l'équipe Euskaltel-Euskadi. Il ne délaisse pas pour autant sa scolarité en suivant des études d'ingénieur à l'université de Mondragón,. 
Bon puncheur, il réalise une belle saison 2023 sur le circuit basco-navarrais en obtenant quatre victoires et diverses places d'honneur. Ses bons résultats lui permettent de signer un premier contrat professionnel de deux ans avec la structure Euskaltel-Euskadi.

## Palmarès
- 2021
  - Egia Zumy Saria
  - Elkartu Nahi Saria
  - Segurako Saria
  - San Juan Saria
  - Prueba Liernia (course en ligne et contre-la-montre)
  - Mikel Deunaren Saria
- 2023
  - Trophée Eusebio Vélez
  - Trofeo Iturmendi
  - San Juan Sari Nagusia
  - Antzuola Saria
  - 2e du Mémorial Jesús Pereda